# Pontbuiten
Pontbuiten è un distretto (ressort) del Suriname di 19.477 abitanti che fa parte di Paramaribo.